# 1-й добровольческий полк СС «Варяг»
1-й доброво́льческий полк СС «Варя́г» (нем. Freiwilligen SS-Sonder-Regiment I. «Waräger») — добровольческое соединение войск СС из антисоветски настроенных эмигрантов из России и военнопленных РККА на службе в вооружённых силах нацистской Германии во время Второй мировой войны.

## История

### Создание
В марте 1942 года в Белграде началось формирование добровольческого батальона из антисоветски настроенных эмигрантов из России. Основанием к этому послужил приказ главнокомандующего на Балканах о наборе русских добровольцев для десантной операции в районе Новороссийска. Сформированный под руководством потомственного дворянина капитана М. А. Семёнова батальон являлся строевой пехотной частью численностью 600 человек, в большинстве своем из бывших кадетов русских кадетских корпусов. В оперативном отношении он подчинялся командованию армейской группы вермахта и тех дивизий, в состав которых входил, в то время как снабжение батальона осуществлялось через Главное управление СС. Самому Семёнову был присвоен чин гауптштурмфюрера СС.

### Использование соединения
Вопреки первоначальному замыслу, батальон так и не был отправлен на Восточный фронт и начиная с августа 1942 года использовался в борьбе с югославскими партизанами. Семёнов в 1943 году сдал командование батальоном немецкому офицеру и отправился в Германию, где участвовал в формировании русских добровольческих частей особого назначения.
В июле 1944 года подразделение было переброшено в Югославию.

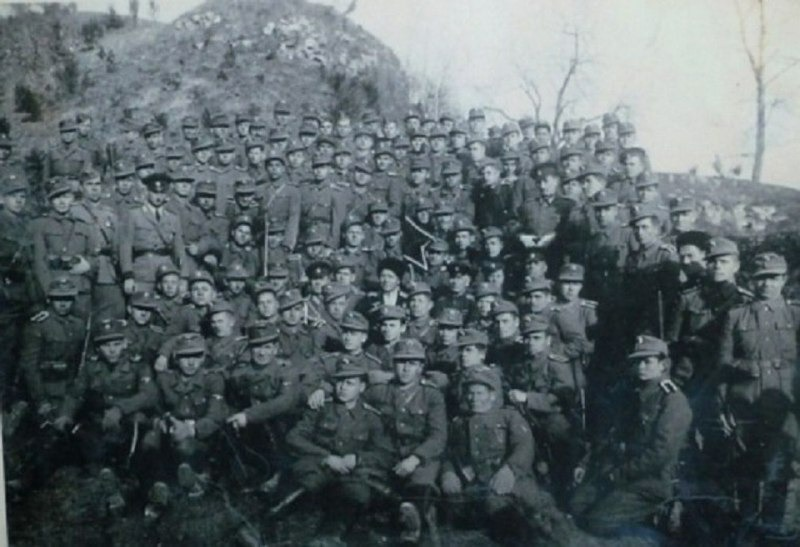
Коллективная фотография полка

 В конце 1944 года в Словении началось развертывание батальона в полк «Варяг». Личный состав комплектовался из эмигрантов и военнопленных, которых набирали в лагерях на территории Германии и оккупированных ею стран. Один из батальонов полка формировался в Силезии. Пополнение отправлялось в Любляну, где располагался первый полк «Варяг». Общая численность достигала 2,5 тысяч солдат и офицеров. Командиром полка был назначен бывший гвардейский офицер Егерского полка полковник М. А. Сёменов, а его помощником — донской казак майор Г. М. Гринёв. Организационно полк Семёнова вошёл в состав группы генерал-майора А. В. Туркула, являвшейся номинально частью Вооруженных сил КОНР. Полк регулярно посещали представители белоэмигрантских организаций.
Полк состоял из 3 батальонов по 3 роты в каждом, артиллерийскую батарею, минометную роту, разведывательную и караульную роты, саперный, противотанковый взвод и другие подразделения.
А. И. Делианич, принимавшая участие в вербовке личного состава полка в Вене, так описала этот процесс:
«Вербовщики посещали вокзалы, бомбоубежища, ходили по местам, где велись раскопки разбомленных домов, прислушиваясь, не слышно ли русской речи. Даже на кладбища, где пленные „иваны“ копали братские могилы для неизвестных, погибших от бомб. А бомбардировки случались ежедневно».
Полк нес охранную службу стратегических объектов на территории оккупированной Югославии, принимал участие в боевых операциях против партизан.

### Послевоенная судьба
После капитуляции Германии личный состав полка был переведен на юг Италии в лагерь военнопленных близ города Таранто, откуда часть бойцов (из военнопленных) была выдана советской стороне, а военнослужащие словенских и сербских формирований — титовским эмиссарам. Как сообщают исследователи, большинство из югославов были расстреляны в Кочевском ущелье (очевидцы событий называют цифру в 16 тысяч человек). Чины полка были выведены в северную часть Словении, затем в Австрию, в итоге сдались британским властям как 1-й особый полк РОА «Варяг» в Клагенфурте.
Лишь небольшая группа, присоединившаяся в последние дни войны к Русскому корпусу, избежала общей судьбы.
После войны был выпущен ветеранский знак полка. Знак был изготовлен на базе знака САФ.